# Specialized

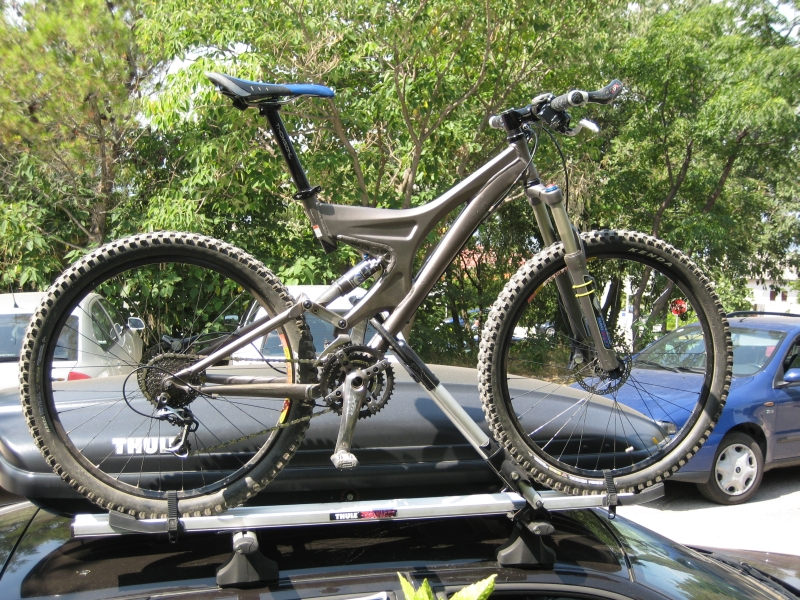
Specialized S-Works Enduro

La Specialized Bicycle Components (nota in Italia semplicemente come Specialized) è un'azienda statunitense produttrice di biciclette e attrezzature per bici.
Fondata da Mike Sinyard nel 1974 a Morgan Hill, in California, da azienda a conduzione familiare è divenuta in breve tempo una delle aziende del settore più importanti degli Stati Uniti e in questi ultimi anni a livello internazionale.
Mike Sinyard, appassionato ciclista fin dagli anni dell'università, iniziò la sua carriera importando parti di ricambio per bici dall'Europa ed in particolare dall'Italia, incontrò personaggi leggendari come Cinelli e Campagnolo. Sinyard ammirava il lavoro dei ricambisti e telaisti italiani, lavoro altamente di precisione e specializzato, da qui il nome "Specialized" scelto per fondare la casa di Morgan Hill.
Nel 2001, Merida compra il 49% della azienda statunitense per 30 milioni di dollari. La quota rimanente della società resta al fondatore e CEO Mike Sinyard.
Nel 2015 è stato il marchio di biciclette da corsa con più vittorie all'interno del circuito professionistico internazionale UCI World Tour.

## Prodotti

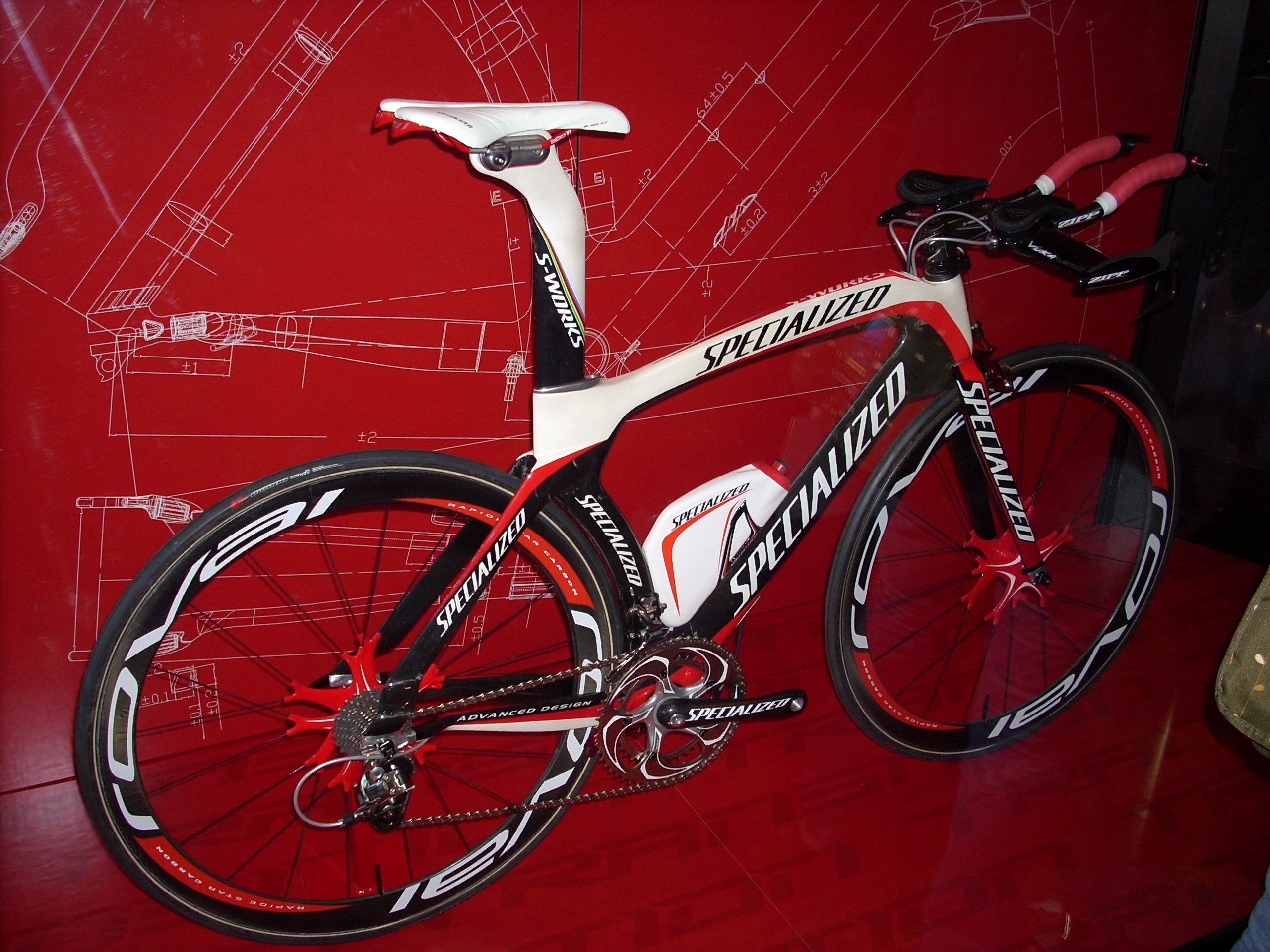
Bici da cronometro. Le appendici rosse sono le manopole che si afferrano con le mani, perché il corridore per avere maggiore aerodinamicità e forza si appoggia sul manubrio con i gomiti.

Oggi questa compagnia produce una vasta gamma di telai professionali e di attrezzature specifiche inclusi articoli di abbigliamento e caschi. La Specialized commercia in tutto il mondo oltre 25 linee di biciclette. In ogni linea di biciclette è presente il sottogruppo S-Works, prodotti creati con l'obiettivo di fornire ai migliori professionisti il necessario per sfruttare al massimo il proprio potenziale.

### Bici da corsa
I principali modelli 2017 sono:

#### Venge
Una linea di bici da corsa caratterizzate dall'aerodinamicità e dalla rigidità, nata per soddisfare i professionisti in cerca di prodotti scattanti e vincenti. Sono le bici da corsa con le caratteristiche (geometrie e materiali) più estreme prodotte da Specialized.

#### Tarmac
Modelli di bici con ottima maneggevolezza e ottimo rapporto rigidità/peso, create per le squadre professioniste alla ricerca di una bici resistente e scattante.

#### Allez
Bici da corsa con telaio in alluminio e carbonio o solo alluminio

#### Roubaix
Bici da corsa per gare di lunga durata costruita in fibra di carbonio con un innovativo sistema di ammortizzazione Future Shock posto nel tubo di sterzo e inserti ammortizzati zert, in grado di assorbire vibrazioni ma garantendo comunque leggerezza e rigidità.

#### Shiv
Bici da corsa specifica per Triathlon e per corse a Cronometro.

#### Crux
Bici da Ciclocross, telaio in carbonio o alluminio
Troviamo inoltre i modelli ibridi Diverge e Sequoia.

### Mountain bike
I principali modelli Mountain Bike 2018 sono:

### Enduro
Biammortizzata in carbonio o alluminio.

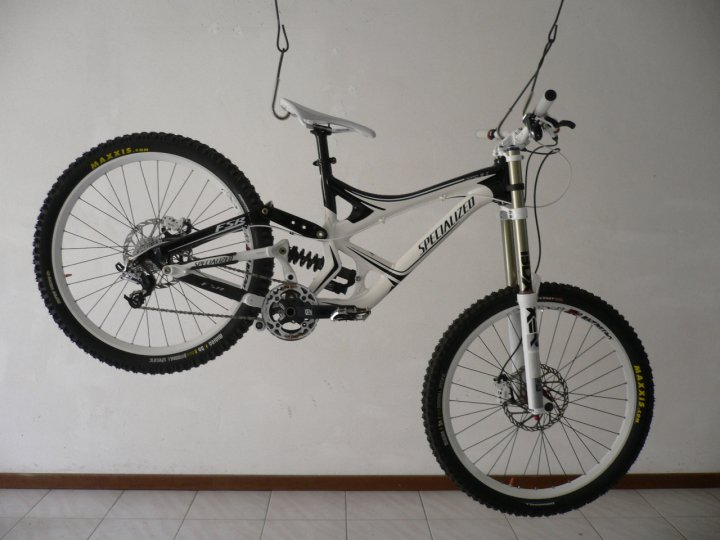
Specialized Demo 8 I 2010

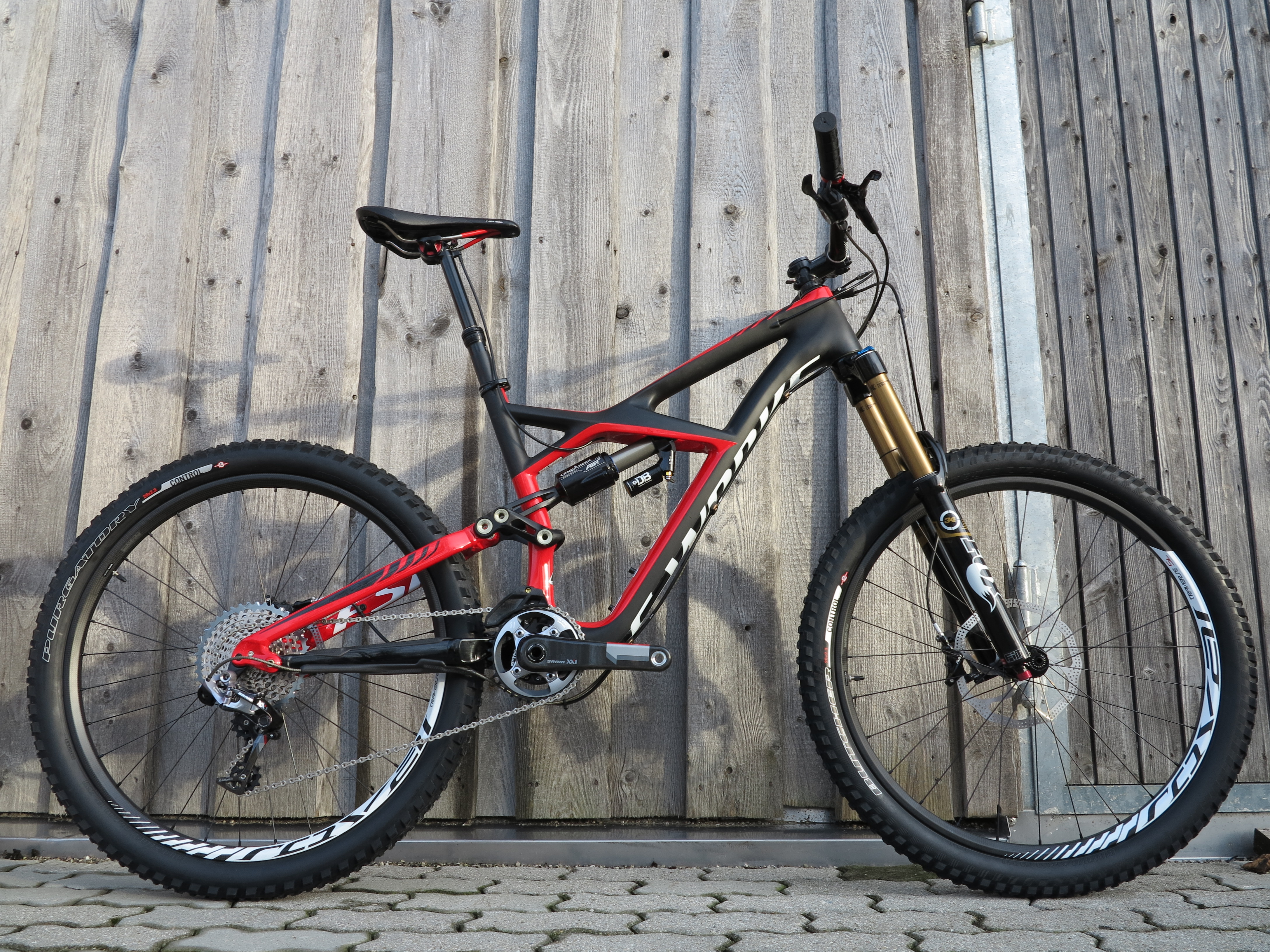
Specialized S-WORKS ENDURO

Adatta ad enduro e all mountain.

#### Camber
Biammortizzata in carbonio e alluminio.

#### Stumpjumper FSR
Biammortizzata con telaio in fibra di carbonio e alluminio.
Sono costruite per xc trail ma comunemente vengono usate per all mountain.

#### Epic Hardtail
Telaio front leggero in carbonio. Ruote da 29 pollici.

#### Epic FSR
Telaio in fibra di carbonio a doppia ammortizzazione.
Troviamo inoltre i modelli Demo, Enduro, Rockhopper, Pitch, Fatboy, Turbo Levo, P. Series e i modelli femminili.

## Nel mondo delle corse
Molti ciclisti e team di fama internazionale hanno deciso di utilizzare bici prodotte dalla Specialized, nel 2019 Specialized è sponsor di due team del circuito Uci World Tour: la Bora-Hansgrohe e la Deceuninck-Quick Step.
Il tre volte campione del mondo Peter Sagan utilizza biciclette Specialized, con le quali ha vinto i suoi tre mondiali consecutivi.
Hanno usato bici e prodotti Specialized anche i Campioni Italiani Mario Cipollini, Paolo Bettini, Vincenzo Nibali (con cui ha vinto due Giri d'Italia, un Tour de France e un Giro di Lombardia) e Fabio Aru (con cui ha vinto una Vuelta a España).

## Controversie
Specialized è conosciuta nel mondo dei ciclismo per avere una politica di protezione del suo brand e dei suoi brevetti estremamente aggressiva. Nel 2013 Specialized fece causa al titolare del Café Roubaix, un negozio di bici canadese gestito da un veterano di guerra sofferente di PTSD, in quanto secondo Specialized il nome del negozio violava il copyright del nome Roubaix, utilizzato da Specialized per chiamare uno dei suoi più famosi modelli di bici. In quel caso il web intero insorse contro Specialized tanto che Mike Sinyard in persona dovette volare in Canada e scusarsi con il titolare del negozio per l'accaduto  per poi ritirare la causa (il video delle scuse è presente su youtube).
Un'altra volta Specialized fece causa a due suoi ex dipendenti accusandoli di spionaggio industriale. Gli stessi ex dipendenti una volta date le dimissioni fondarono una loro azienda produttrice di biciclette (la ormai defunta Volagi) e secondo Specialized avrebbero applicato ai loro telai le conoscencenze "sottratte" a Specialized. Specialized spese due milioni di dollari in avvocati e vinse la causa, ma il giudice assegnò alla casa di Morgan Hill un solo dollaro di risarcimento, permettendo inoltre a Volagi di continuare a produrre le sue biciclette. Le spese legali purtroppo decretarono però la fine dell'esistenza della Volagi.
Anche nei rapporti con suoi rivenditori Specialized si è resa più volte protagonista di pratiche quantomeno discutibili. Negli Stati Uniti alcuni dei rivenditori più piccoli ad inizio anni 2000 ricevettero una lettera da Specialized in cui veniva intimato che al fine di mantenere il marchio sarebbe stato necessario eliminare gli altri marchi concorrenti dal negozio. La richiesta colpì in particolare i rivenditori che trattavano il marchio Giant assieme a Specialized.

## Curiosità
Nel 2014, il fumettista Simone "Sio" Albrigi e il fotografo Nicola "Nik" Bernardi hanno intrapreso un viaggio dal punto più a Sud al punto più a Nord del Giappone su delle biciclette Specialized Tricross.
Nel 2017, il cantante Jovanotti ha effettuato un viaggio di 3000 km percorsi in 20 giorni attraverso la Nuova Zelanda su una Specialized Sequoia.